# Безумная Лори
«Безумная Лори» — художественный фильм, снятый по мотивам повести Пола Гэллико «Томасина» в 1991 году режиссёром Леонидом Нечаевым. Разделяется на две части: «Томасина» и «Талифа».

## Сюжет
В провинциальном английском городке живёт маленькая девочка Мэри-Руа Макдьюи вместе со своим отцом, ветеринаром, доктором Эндрю Макдьюи. Доктор Макдьюи после смерти жены Энн стал замкнут и жесток ко всем окружающим, исключая, частично, своего друга, преподобного Энгуса Педди. Однажды у Мэри-Руа заболевает её любимая кошка — Томасина. Мистер Макдьюи, будучи ветеринаром, отказывается лечить кошку и даже втайне желает её смерти. Тогда приходится обратиться к лесной жительнице Лори Макгрегор — Безумной Лори, которую местные считают сумасшедшей. На самом же деле это женщина, от природы владеющая чудесным даром целительства и прорицания.
После знакомства с ней доктор Макдьюи поймёт, что, может быть, сам того не желая, в последнее время приносил всем окружающим, в том числе близким людям, только боль.

## В ролях
| Актёр               | Роль                                                           |
| ------------------- | -------------------------------------------------------------- |
| Юозас Будрайтис     | доктор Эндрью Макдьюи (роль озвучил Владимир Ферапонтов)       |
| Зинаида Оборнева    | Мэри-Руа Макдьюи                                               |
| Ольга Зарубина      | Лори Макгрегор                                                 |
| Виктор Плют         | преподобный Энгус Педди                                        |
| Екатерина Васильева | миссис Маккензи, экономка в семье Макдьюи                      |
| Юрий Катин-Ярцев    | Вилли Бэннок, ветеринар и ассистент мистера Макдьюи            |
| Людмила Авескулова  | миссис Энн Макдьюи                                             |
| Егор Каширский      | Хьюги Стирлинг                                                 |
| Костя Гончаров      | Джимми Брайд                                                   |
| Георгий Харьковцев  | Джорди Макнэб                                                  |
| Анатолий Рудаков    | констебль                                                      |
| Валентина Титова    | хозяйка пёсика Тоби                                            |
| Василий Кравцов     | мистер Таммас Мор, незрячий с собакой-поводырём                |
| Татьяна Забродина   | 1-я дама в очереди к ветеринару                                |
| Казимира Кимантайте | 2-я дама в очереди к ветеринару (в титрах как «К. Кимонтайте») |
| Галина Шостко       | эпизод (1-я серия; в титрах как «Т. Шостка»)                   |
| Юрий Дубровин       | собаковод в очереди к ветеринару                               |
| Юрис Стренга        | доктор Стретси (в титрах как «Юрий Стрэнга»)                   |
| Юрий Баркеев        | Варгу, цыганский барон                                         |
| Екатерина Жемчужная | цыганка из цирка                                               |
| Михаил Солодовник   | цыган с медведем                                               |

## Съёмочная группа
- Авторы сценария: Владимир Железников, Леонид Нечаев
- Режиссёр-постановщик: Леонид Нечаев
- Продюсер: Михаил Литвак
- Оператор-постановщик: Андрей Кириллов
- Художники: Дмитрий Богородский, Николай Емельянов
- Композитор: Виктор Лебедев
- Автор текстов песен: Леонид Дербенёв
- Исполнители песен: Ольга Зарубина, Светлана Степченко, Олег Анофриев
- Балетмейстер: Лариса Трембовельская
- Дрессировщик: Ольга Матлахова